# Daptonema resimum
Daptonema resimum is een rondwormensoort uit de familie van de Xyalidae.